# Château de Vaite
Le château de Vaite est un ancien château fort ruiné situé en limite des communes de Champlive et Laissey, dans le département du Doubs et la région Bourgogne-Franche-Comté.

## Situation
Le château de Vaite se trouve au sommet d'une colline de Champlive et il surplombe Laissey et la vallée du Doubs en rive gauche de plus de 230 m.

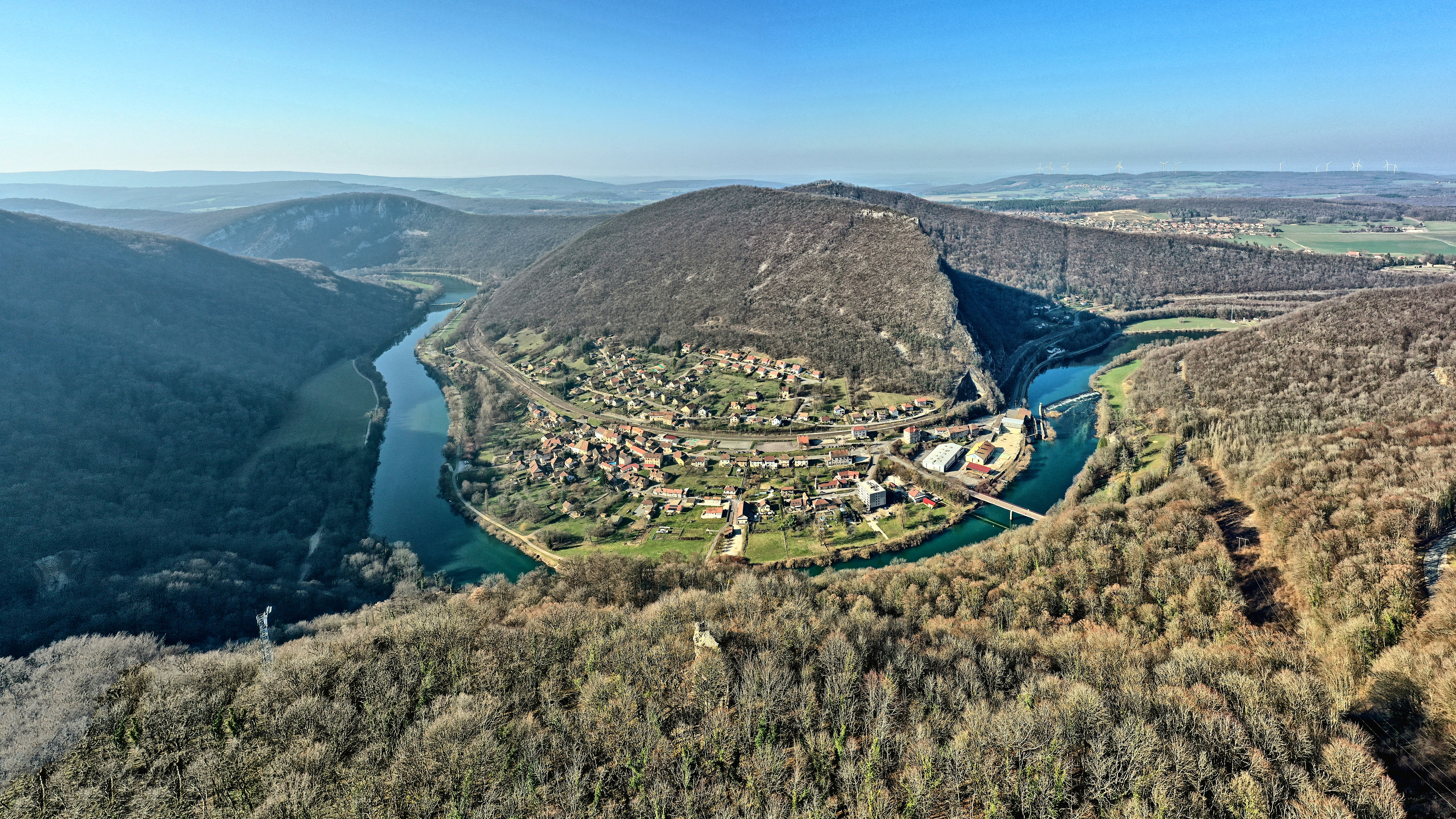
Les vestiges du château de Vaite au-dessus de la vallée du Doubs à laissey.

## Histoire
Édifié au XIIIe siècle, ce château appartenait alors à l'importante famille de Montfaucon. Il fut incendié vers 1480 par les troupes de Louis XI.
La famille Lallemand racheta la seigneurie au milieu du XVIe siècle et restaura totalement le château qui était fortement ruiné depuis le passage des troupes de Louis XI. Cette forteresse fut dotée notamment d'une longue courtine percée de meurtrières, orientée du côté sud et que l'on encore admirer de nos jours.
En 1643, lors de la Guerre de Dix ans, il fut assiégé par une bande de Lorrains qui ne purent parvenir s'en rendre maîtres. Claude-Antoine de Cléron perdit la vie dans une sortie.
Assiégé de nouveau en 1668, par les Français, il fut emporté mais reconquis peu de temps après.
Les Lallemand l'entretinrent jusqu'en 1792. C'est en 1793 que le Conseil général du Doubs le fit démolir redoutant qu'il devienne un repaire de brigands.

## Description
Aujourd'hui, il ne reste qu'une tour éventrée, une citerne ainsi que des remparts où apparaissent des restes de meurtrières mais le point de vue sur la vallée du Doubs est magnifique. 
Le site n'est pas aménagé donc la visite de ces ruines doit se faire avec prudence : elles ne sont pas protégées et des effondrements peuvent se produire.

## Galerie

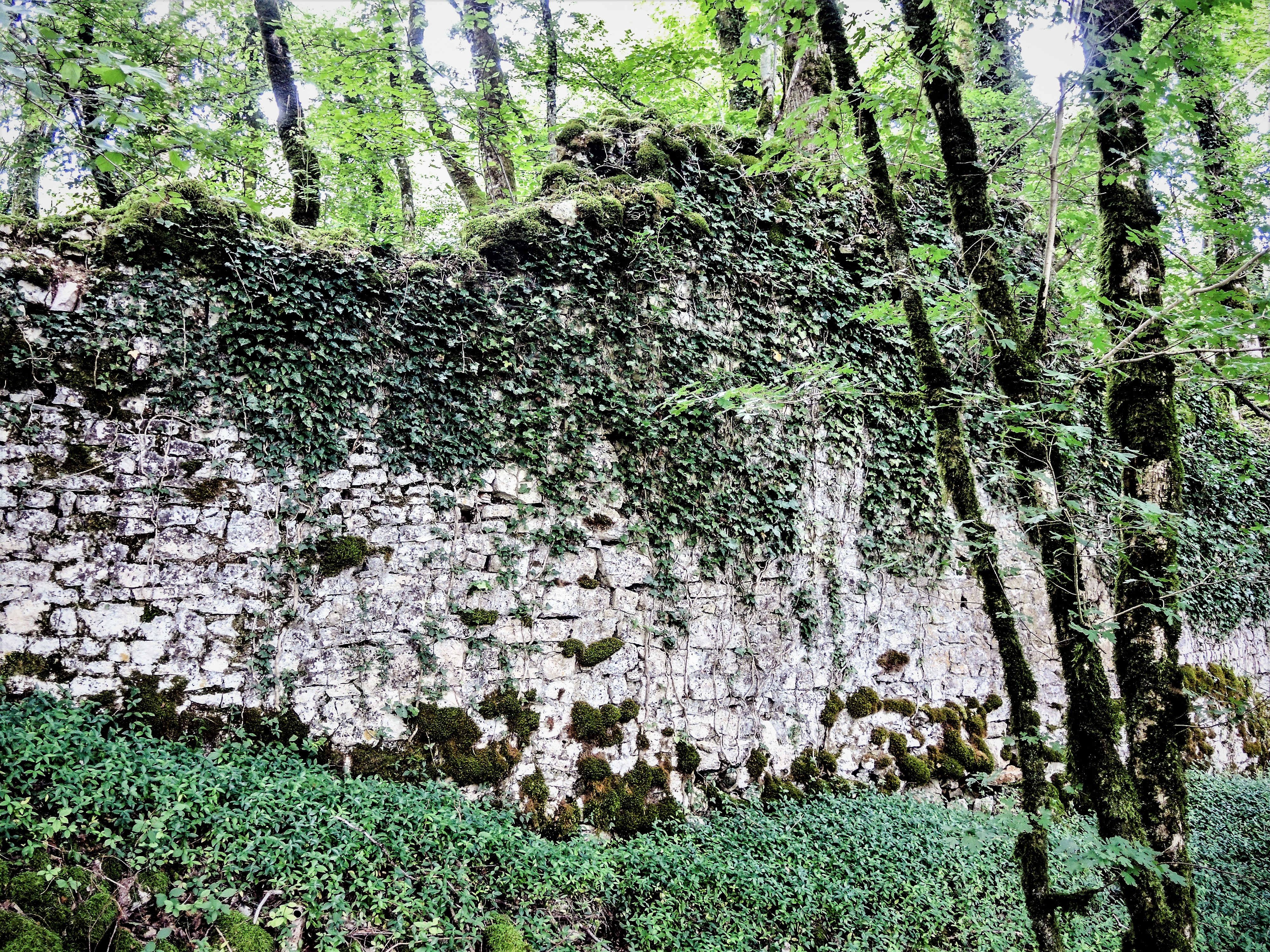
Restes de la muraille ouest.
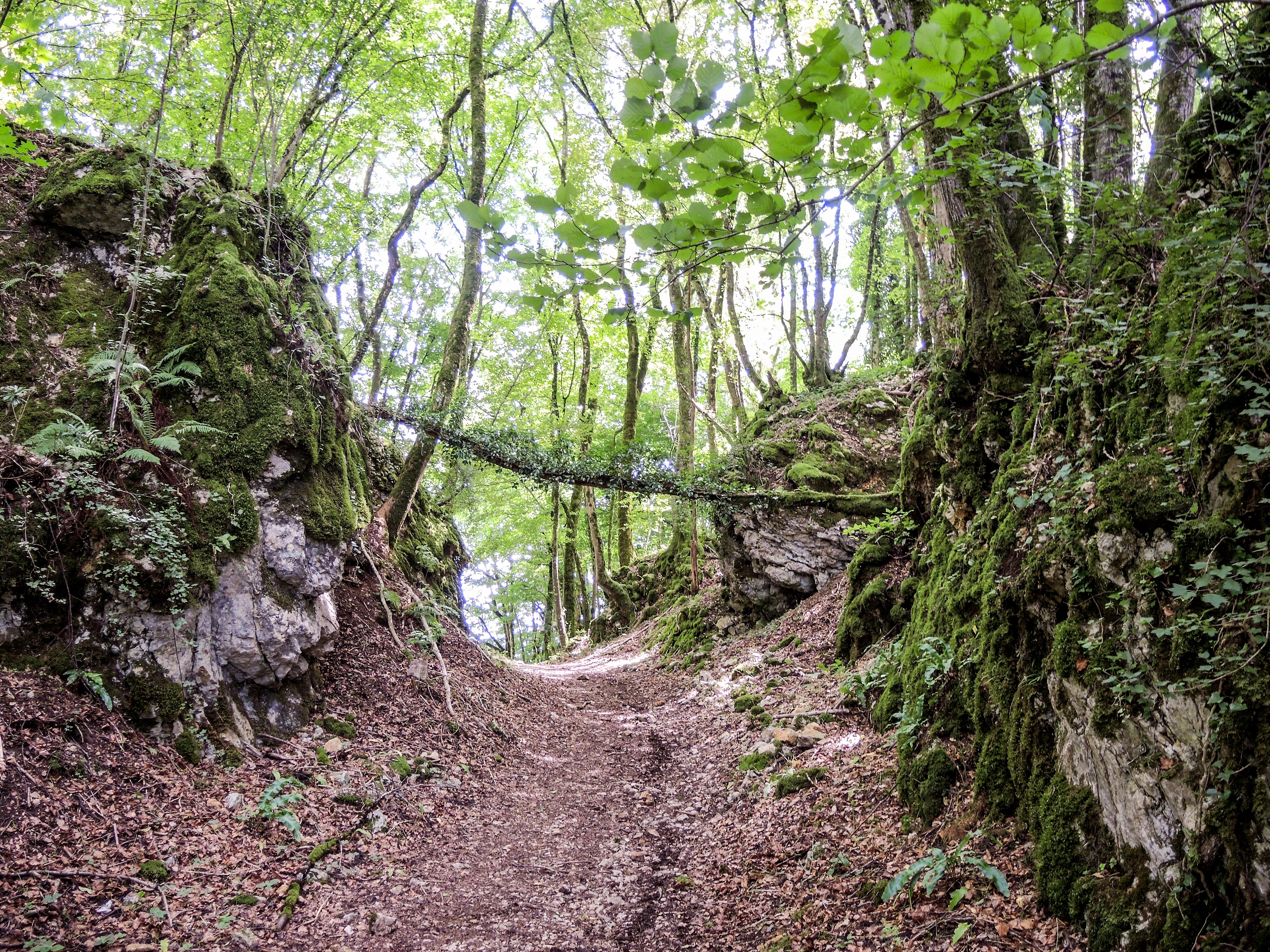
Fossé est du château.
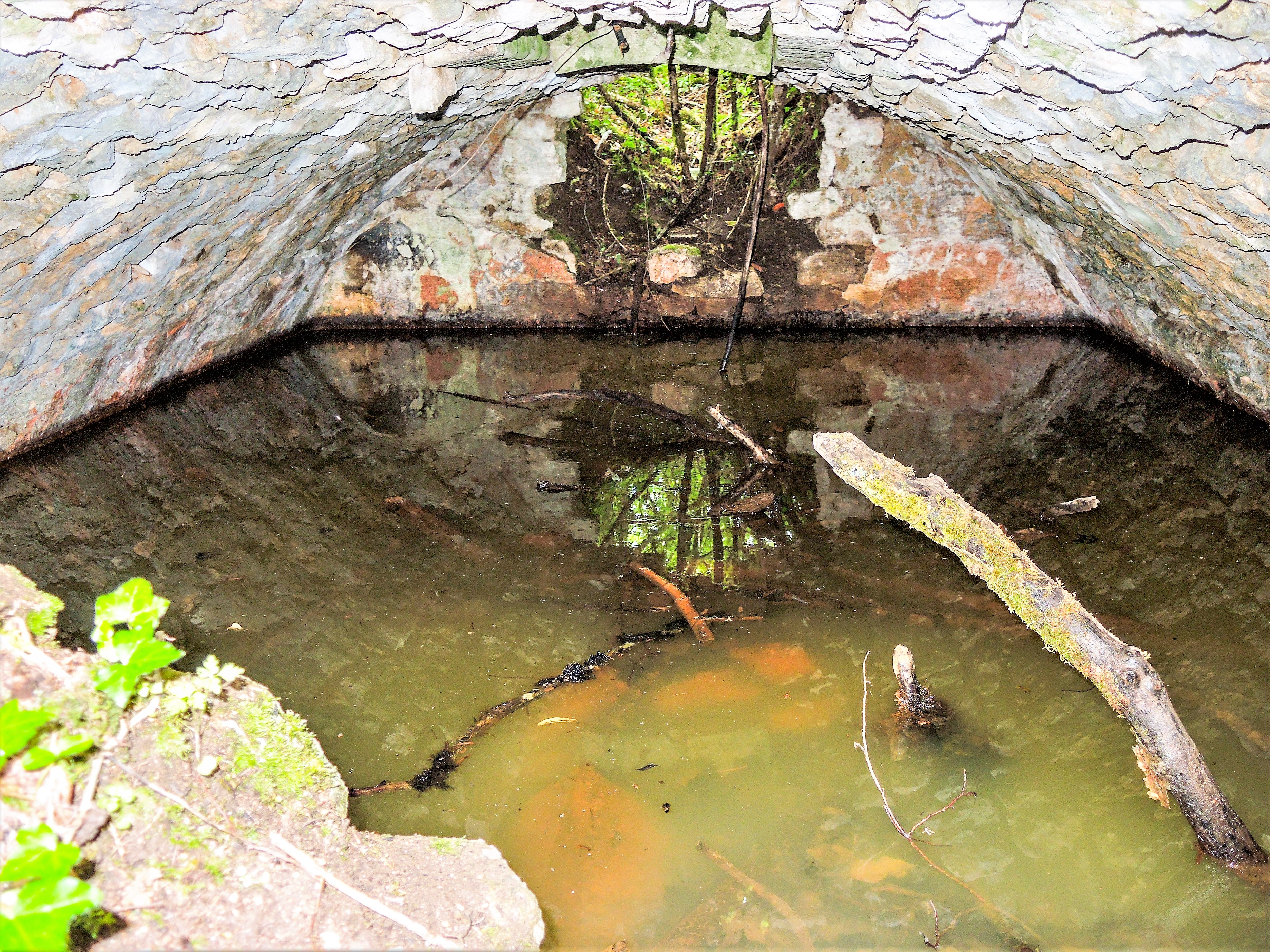
Intérieur de la citerne du château.

## Protection - Tourisme
Le château fait partie des sites inscrits du Doubs par la DREAL.